# Dog's Bay SAC
Dog's Bay SAC este o arie protejată (arie specială de conservare — SAC, sit de importanță comunitară — SCI) din Irlanda întinsă pe o suprafață de 146,93 ha, integral pe uscat.

## Localizare
Centrul sitului Dog's Bay SAC este situat la coordonatele 53°22′30″N 9°57′44″W / 53.374983°N 9.962251°V.

## Înființare
Situl Dog's Bay SAC a fost declarat sit de importanță comunitară în ianuarie 2002 pentru a proteja 1 specie de animale. Situl a fost protejat și ca arie specială de conservare în octombrie 2016.

## Biodiversitate
Situată în ecoregiunea atlantică, aria protejată conține 5 habitate naturale: Vegetație anuală la limita mareei, Dune mobile cu vegetație embrionară, Dune mobile de-a lungul țărmului cu Ammophila arenaria („dune albe”), Dune de coastă fixe cu vegetație erbacee („dune gri”), Pajiști uscate europene.
La baza desemnării sitului se află o specie protejată de  păsări: prundaș gulerat mare (Charadrius hiaticula).
Pe lângă speciile protejate, pe teritoriul sitului au mai fost identificate 1 specie de plante.